# Shaun Maloney
Shaun Richard Maloney (Miri, Sarawak, Malàisia; 24 de gener de 1983) és un futbolista internacional escocès. Juga de davanter i el seu primer equip va ser el Celtic FC. El gener de 2007 va ser traspassat a l'Aston Vila de la Premier League. Maloney és internacional absolut per Escòcia, però a causa del seu lloc de naixement i dels seus orígens, va poder triar entre la selecció de Malàisia i la República d'Irlanda.

## Trajectòria
Shaun "El Boig" Maloney va debutar com a professional amb el Celtic, equip al qual va arribar a les categories inferiors el 1999, i va debutar el 29 d'abril de 2001 davant dels Rangers a Ibrox Park, en una de les denominades Old Firm (nom que reben els enfrontaments entre tots dos clubs).
Després de patir una lesió en el lligament creuat en 2004 amb la selecció escocesa sub 21, Maloney va tornar als terrenys de joc a finals d'aquesta temporada. No obstant això, la temporada següent, 2005/06, seria la de major èxit per al futbolista aconseguint la Premier League d'Escòcia, la Copa de la Lliga i quatre premis personals com a "Jugador de l'any", "Jugador jove de l'any", tots dos atorgats per la federació; "Jugador de l'any", atorgat pels aficionats del Celtic; i un altre premi al "Jugador de l'any", aquest pels jugadors de la lliga escocesa. Shaun va tenir un paper fonamental en la victòria final del quart títol de lliga consecutiu del Celtic, entrenat per Gordon Strachan, marcant 16 gols.
El gener de 2007, el Celtic i l'Aston Vila van acordar el traspàs de Maloney per 1 milió de lliures (prop de 2 milions d'euros). En Vila Park, Shaun es va retrobar amb Martin O'Neill, que era entrenador del Celtic en una de les etapes més brillants dels últims anys de l'equip catòlic inclosa la final perduda de la Copa de la UEFA davant el Porto, i amb el búlgar Stiliyan Petrov. El 10 de febrer de 2007, Maloney va debutar amb els "vilans" davant el Reading, i va marcar el seu primer gol en l'Estadi Ciutat de Manchester davant el City, 0-2, amb un brillant gol de falta directa.
El 22 d'agost de 2008, Maloney va tornar al Celtic i va signar un contracte per quatre temporades.
Després de deixar l'equip escocès, Maloney va tornar a Anglaterra per jugar en el Wigan Athletic on va jugar quatre temporades, dues en Premier League i altres dues en la EFL Championship ja que el seu equip va descendir.
En 2015 va arribar al Chicago Fire de la MLS, en la setmana 5 va guanyar el premi al 'Jugador de la setmana'.
Després de només vuit mesos a Chicago, Maloney va signar un contracte per dos anys amb el Hull City el 27 d'agost de 2015. El seu contracte amb el Hull va finalitzar després de la temporada 2016-17. Maloney va discutir els termes d'un contracte amb l'Aberdeen, però una lesió d'hèrnia li va impedir signar. Després va indicar al mànager de l'Aberdeen, Derek McInnes, que podria retirar-se i convertir-se en entrenador.

## Clubs
| Club           | País         | Any         |
| -------------- | ------------ | ----------- |
| Celtic FC      | Escòcia      | 2001 - 2007 |
| Aston Vila     | Anglaterra   | 2007 - 2008 |
| Celtic FC      | Escòcia      | 2008 - 2011 |
| Wigan Athletic | Anglaterra   | 2011 - 2015 |
| Chicago Fire   | Estats Units | 2015        |
| Hull City      | Anglaterra   | 2015 - 2017 |

## Internacional
Maloney va fer 20 aparicions i va marcar sis vegades per a la selecció sub-20 d'Escòcia. Amb la selecció absoluta va disputar 47 partits i va marcar 7 gols.

## Carrera com a entrenador
L'agost de 2017 el Celtic FC va designar a Maloney un lloc d'entrenador per al seu equip de desenvolupament sub-20.

## Palmarès i distincions
| Equip(s) | Equip(s)           | Nacionals | Nacionals | Nacionals | Nacionals        | Subtotal | Continentals | Continentals | Continentals | Mundials | Mundials | Subtotal | Total |
| -------- | ------------------ | --------- | --------- | --------- | ---------------- | -------- | ------------ | ------------ | ------------ | -------- | -------- | -------- | ----- |
| Equip(s) | Equip(s)           | Lliga     | Copa      | Supercopa | Copa de la Lliga | Subtotal | C1           | C2           | C3           | M1       | M2       | Subtotal | Total |
|          | Celtic FC          |           |           | –         | 01 06 09         | 13       | –            | –            | –            | –        | –        | –        | 13    |
|          | Wigan Athletic FC  | –         |           | –         | –                | 1        | –            | –            | –            | –        | –        | –        | 1     |
|          | Selecció d'Escòcia | –         | –         | –         | –                | –        | –            | –            | –            | –        | –        | –        | –     |
| Total    | Total              | 5         | 6         | –         | 3                | 14       | –            | –            | –            | –        | –        | –        | 14    |

### Distincions individuals
| Distinció                          | Any  |
| ---------------------------------- | ---- |
| Futbolista de l'any a Escòcia      | 2006 |
| Futbolista jove de l'any a Escòcia | 2006 |